# Pedra Grande
Pedra Grande est une municipalité brésilienne située dans l'État du Rio Grande do Norte.